# IPad (A16)
iPad (A16)は、iPad (第10世代)の後継としてAppleが開発・販売するタブレット端末。2025年3月4日に発表され、同年3月12日に発売。

## 特徴
デザインはiPad (第10世代)と一部を除き同一であり寸法・重量・形状のいずれも変化はない。その為保護ケース等はiPad(第10世代)と互換性がある。本体カラーもブルー、ピンク、イエロー、シルバーの4色の展開を引き継いでいる。変更点として背面の下部にあった「iPad Designed by Apple in California Assembled in * Model Number:* Serial Number:*」の表記が廃止されている。前面カメラは長辺側にあり、Touch IDはトップボタンに内蔵され、背面カメラは飛び出ている。またWi-Fi + Cellularモデルでは5G NRに対応している。
Apple A16 (5コアCPU, 4コアGPU, 16コアNerual Engine)搭載。他の採用モデルであるiPhone15/15PlusやiPhone 14 Pro/14 Pro Maxより、CPU(高効率コア)・GPU共に1コア削減されている。Apple公式のアナウンスによればiPad(第9世代・A13)と比較して最大50%、iPad(第10世代・A14)からは30%近くのパフォーマンスが改善されている。
Apple Intelligenceには対応しない。
ディスプレイは引き続きフルラミネートではないTrue Tone対応の約11インチを搭載。。
エントリーモデルのストレージが128GBからと第10世代の64GBから増量されたが価格は先代と変わらず、米国では$349（税別）から、日本では58,800円（税込）である。
接続ポートはUSB-C、Smart Connectorを搭載し、Wi-Fi + Cellularモデルは物理SIMスロットが廃止された。eSIMのみの対応となる。。
Apple Pencil (USB-C)、Apple Pencil (第1世代)に対応する。
同梱品はUSB-C充電ケーブル（1m）、20W USB-C電源アダプタが付属する。

## iPadモデルの変遷
（横スクロールできる画像です）